# Плебисцит Републике Српске
Плебисцит Републике Српске је акција коју су покренули грађани Републике Српске у жељи за независношћу од Босне и Херцеговине. Акција је започета 29. марта 2007. године је после протестне шетње Бањалуком предато око 10.000 потписа грађана Републике Српске са захтевом за расписивање референдума за независност Републике Српске. У досадашњим активностима "СНП — Избор је наш" прикупљено је преко 50.000 потписа грађана Републике Српске са захтевом за референдумом. Такође је прикупљено око 1.000 потписа грађана САД, хиљаде потписа грађана Републике Србије и преко 8.000 потписа преко интернета. Прикупљање потписа и даље траје.
Премијер Републике Српске и председник Савеза независних социјалдемократа је и пре акције коју је покренуо СНП изјавио да ће, ако власти у БиХ наставе притисак на Републику Српску, грађани тражити независност.
Грађани Републике Српске желе да живе у БиХ поштујући Дејтонски споразум, али им то није дозвољено јер власти не поштују исти, и народ Српске изложен је сталним притисцима (укидање химне, укидање грба, Лајчакове мере, прегласавање, отимање територије Републике Српске, отимање Сребренице из Републике Српске, Брчко дистрикт итд.) тврде организатори Плебисцита РС.
Жеље за издвајањем из БиХ су се повећале након мера високог представника Лајчака на које су странке у Републици Србији тражећи да се заустави њихово спровођење и наводећи да те мере омогућавају прегласавање, као и да Лајчак покушава да укине Републику Српску.

## Протести

### Српска зове — 15. јун 2006.
15. јуна 2006. године одржан је протест у Бањој Луци, у Републици Српској. Окупљени су након протеста предали захтев народној скупштини РС за доношење декларације којом се Република Српска обавезуја да ће, у случају независности Космета, расписати референдум за издвајање Републике Српске из БиХ.

## Унутрашње везе
- Република Српска